# Bahnhof Karlsruhe-Mühlburg
Der Bahnhof Karlsruhe-Mühlburg ist ein Haltepunkt im Karlsruher Stadtteil Mühlburg an Streckenkilometer 20,9 der Bahnstrecke Winden–Karlsruhe.

## Lage
Der ehemalige Bahnhof und heutige Haltepunkt Mühlburg befindet sich im Westen des Karlsruher Stadtteils Mühlburg. Er ersetzte den alten Mühlburger Bahnhof, dessen Gleisanschluss infolge der Verlegung des Karlsruher Hauptbahnhofs 1913 zwischen Knielingen und dem neuen Karlsruher Hauptbahnhof neu trassiert wurde.

## Geschichte
Im Zuge der Verlegung des Karlsruher Hauptbahnhofs von der Stadtmitte am Ettlinger Tor an seine heutige Stelle – den damaligen südlichen Stadtrand – im Jahr 1913 musste die Strecke zwischen Knielingen und dem neuen Bahnhof neu trassiert werden. Mit dieser Neutrassierung erhielt Mühlburg einen Haltepunkt an der Strecke. Gleichzeitig wurde die Strecke der Maxaubahn aufgegeben und der Personenverkehr aus Richtung Pfalz (Pfälzische Maximiliansbahn) und Graben-Neudorf (Hardtbahn) über die schon 20 Jahre zuvor errichtete Güterstrecke zum südlicher gelegenen neuen Hauptbahnhof geführt.
1938 erhielt der Streckenabschnitt Mühlburg–Maxau eine neue Trassierung; dabei wurde die Strecke, die bislang durch Knielingen hindurchführte, am westlichen Siedlungsrand vorbeigeführt.
Da die Fahrgastzahlen auf der Hardtbahn, die im Kursbuch der Bahn zuletzt unter der Streckennummer 302e verzeichnet war, seit 1950 kontinuierlich sanken, wurde am 28. Mai 1967 der Personenverkehr auf der Gesamtstrecke eingestellt.
Um die Betriebsführung auf der Hardtbahn zu erleichtern, kaufte die Albtal-Verkehrs-Gesellschaft (AVG), die bereits in den 1960er Jahren die Hardtbahn für den Stadtbahnbetrieb übernommen hatte, der Deutschen Bahn AG (DB) in der Folgezeit die gesamte Strecke – einschließlich der Güterverbindungsstrecke Neureut–Mühlburg – ab und ist seitdem ebenso für die Abwicklung des verbliebenen Güterverkehrs auf der Hardtbahn verantwortlich.
2010 erfolgte die Inbetriebnahme der Stadtbahnlinien S 51 und S 52 zwischen der Karlsruher Innenstadt, Wörth und Germersheim. Während erstere genau wie die S 5 lediglich den Abschnitt zwischen Wörth und Maxau benutzt, verkehrt letztere ab Wörth auf der Strecke bis kurz vor dem Karlsruher Hauptbahnhof – bedient somit auch den Mühlburger Bahnhof – und biegt kurz vor dem Hauptbahnhof in die neu gebaute Verbindungsrampe zum Albtalbahnhof ein.

## Empfangsgebäude
Das recht stattliche Empfangsgebäude des Mühlburger Bahnhofs beherbergt heute eine McDonald’s-Filiale.

## Betrieb
Am Mühlburger Bahnhof halten stündlich Regionalbahnen der Relation Neustadt (Weinstr) – Karlsruhe (RB 51, DB Regio Mitte). In den werktäglichen Hauptverkehrszeiten halten zudem Stadtbahnen der Linie S 52 (AVG) auf der Relation Karlsruhe – Germersheim, sowie vereinzelt auch Züge der Regional-Express-Linie RE 6 (DB Regio Mitte) in Mühlburg, welche sonst ohne Halt den Bahnhof durchqueren, sowie einzelne Züge anderer Linien.

### Regionalverkehr
| Linie    | Strecke | Taktfrequenz             |
| -------- | --- | ------------------------ |
| RE 6     | Neustadt (Weinstr) – Landau (Pfalz) – Winden (Pfalz) – Kandel – Wörth (Rhein) – Karlsruhe-Mühlburg – Karlsruhe Hbf             | einzelne Züge in der HVZ |
| RB 51    | Neustadt (Weinstr) – Edenkoben – Landau (Pfalz) – Winden (Pfalz) – Kandel – Wörth (Rhein) – Karlsruhe-Mühlburg – Karlsruhe Hbf | Stundentakt              |
| RB 52    | Lauterbourg – Hagenbach – Wörth (Rhein) – Karlsruhe-Mühlburg – Karlsruhe Hbf                                                   | einzelne Züge            |
| RB 54    | Bad Bergzabern – Winden (Pfalz) – Kandel – Wörth (Rhein) – Karlsruhe-Mühlburg – Karlsruhe Hbf                                  | einzelne Züge            |
| RE/RB 55 | Pirmasens – Annweiler am Trifels – Landau (Pfalz) – Kandel – Wörth (Rhein) – Karlsruhe-Mühlburg – Karlsruhe Hbf                | einzelne Züge            |

### Stadtbahnverkehr
| Linie | Strecke | Taktfrequenz           |
| ----- | --- | ---------------------- |
| S 52  | Karlsruhe Marktplatz (U) – Karlsruhe Bahnhofsvorplatz – Karlsruhe West – Karlsruhe-Mühlburg – Maximiliansau – Wörth (Rhein) – Jockgrim – Rheinzabern – Rülzheim – Bellheim – Germersheim | Stundentakt in der HVZ |

## Anbindung an den städtischen Verkehr
Der Bahnhof Karlsruhe-Mühlburg bildet mit der in unmittelbarer Nähe zum Bahnhof gelegenen Straßenbahnhaltestelle Lameyplatz einen kleinen Knotenpunkt im Nordwesten Karlsruhes. Der Bahnhof Mühlburg ist über eine Fußgängerüberführung über die Bundesstraße 36 und die Straßenbahngleise Richtung Knielingen mit der Straßenbahnhaltestelle verbunden. Am Lameyplatz halten die Stadtbahnlinien S 5, S 12 und S 51 sowie die Straßenbahnlinie 5, welche Direktverbindungen nach Knielingen, Wörth, Germersheim, Pfinztal, Remchingen, Pforzheim sowie in die Karlsruher Innenstadt herstellen.